# Parasuphalomitus macinnesi
Parasuphalomitus macinnesi är en insektsart som beskrevs av Tim R. New 1984. Parasuphalomitus macinnesi ingår i släktet Parasuphalomitus och familjen fjärilsländor. Inga underarter finns listade i Catalogue of Life.